# Basarabi (Dolj)
Basarabi es una localidad rumana del municipio de Calafat, en el condado de Dolj.

## Historia
Hacia comienzos del siglo XX, la localidad, que ya por entonces pertenecía al condado de Dolj, formaba parte de la antigua comuna homónima de Basarabi y tenía contabilizada una población de 346 habitantes.
En la segunda mitad del siglo XX la localidad había pasado a formar parte del municipio de Calafat. En el censo de 2021 la localidad tenía una población de 883 habitantes.